# Прокопевнюк Ілона Миколаївна
Ілона Миколаївна Прокопевнюк (нар. 29 жовтня 1997, Велика Олександрівка, Бериславський район, Херсонська область, Україна) — українська борчиня вільного стилю, бронзова призерка чемпіонатів світу та Європи. Чемпіонка Європи серед молоді 2018, 2019 років, триразова призерка чемпіонатів світу серед молоді.

## Спортивні результати на міжнародних змаганнях

### Виступи на чемпіонатах світу
| Змагання                        | Збірна  | Вагова категорія       | Місце  |
| ------------------------------- | ------- | ---------------------- | ------ |
| Чемпіонат світу з боротьби 2018 | Україна | вільна боротьба, 65 кг | 14     |
| Чемпіонат світу з боротьби 2021 | Україна | вільна боротьба, 62 кг | 5      |
| Чемпіонат світу з боротьби 2022 | Україна | вільна боротьба, 62 кг | Бронза |

### Виступи на чемпіонатах Європи
| Змагання                         | Збірна  | Вагова категорія       | Місце  |
| -------------------------------- | ------- | ---------------------- | ------ |
| Чемпіонат Європи з боротьби 2018 | Україна | вільна боротьба, 62 кг | Бронза |
| Чемпіонат Європи з боротьби 2019 | Україна | вільна боротьба, 62 кг | 5      |
| Чемпіонат Європи з боротьби 2022 | Україна | вільна боротьба, 62 кг | Бронза |

### Виступи на інших змаганнях
| Змагання                                     | Збірна  | Вагова категорія          | Місце  |
| -------------------------------------------- | ------- | ------------------------- | ------ |
| Кубок Європи 2016                            | Україна | команда                   | Бронза |
| Київський Міжнародний турнір з боротьби 2017 | Україна | вільна боротьба, до 58 кг | 7      |
| Турнір Олександра Медведя 2017               | Україна | вільна боротьба, до 60 кг | Бронза |
| Київський Міжнародний турнір з боротьби 2018 | Україна | вільна боротьба, до 62 кг | 9      |
| Турнір Яшара Догу 2018                       | Україна | вільна боротьба, до 65 кг | Золото |
| Відкритий чемпіонат Польщі з боротьби 2018   | Україна | вільна боротьба, до 62 кг | 8      |
| Київський Міжнародний турнір з боротьби 2019 | Україна | вільна боротьба, до 62 кг | Срібло |
| Тестовий турнір з боротьби 2019              | Україна | вільна боротьба, до 62 кг | Бронза |
| Турнір Яшара Догу 2019                       | Україна | вільна боротьба, до 62 кг | 17     |
| Кубок України з боротьби 2020                | Україна | вільна боротьба, до 62 кг | Золото |
| Кубок світу з боротьби 2020                  | Україна | вільна боротьба, до 62 кг | Бронза |
| Київський Міжнародний турнір з боротьби 2021 | Україна | вільна боротьба, до 62 кг | Срібло |
| Відкритий чемпіонат Польщі з боротьби 2021   | Україна | вільна боротьба, до 62 кг | Бронза |
| Турнір Маттео Пелліконе 2022                 | Україна | жіноча боротьба, до 62 кг | Срібло |
| Відкритий чемпіонат Польщі з боротьби 2022   | Україна | жіноча боротьба, до 62 кг | Золото |
| Турнір Ібрагіма Мустафи 2023                 | Україна | жіноча боротьба, до 62 кг | 11     |

### Виступи на змаганнях молодших вікових груп
| Змагання                                       | Збірна  | Вагова категорія          | Місце  |
| ---------------------------------------------- | ------- | ------------------------- | ------ |
| Чемпіонат світу з боротьби серед кадетів 2012  | Україна | вільна боротьба, до 38 кг | 7      |
| Чемпіонат Європи з боротьби серед юніорів 2017 | Україна | вільна боротьба, до 59 кг | Бронза |
| Чемпіонат світу з боротьби серед юніорів 2017  | Україна | вільна боротьба, до 59 кг | 5      |
| Чемпіонат світу з боротьби серед молоді 2017   | Україна | вільна боротьба, до 60 кг | Срібло |
| Чемпіонат Європи з боротьби серед молоді 2018  | Україна | вільна боротьба, до 62 кг | Золото |
| Чемпіонат світу з боротьби серед молоді 2018   | Україна | вільна боротьба, до 62 кг | Срібло |
| Чемпіонат Європи з боротьби серед молоді 2019  | Україна | вільна боротьба, до 62 кг | Золото |
| Чемпіонат світу з боротьби серед молоді 2019   | Україна | вільна боротьба, до 62 кг | Бронза |